# Scuba Diver
Scuba Diver – uprawnienia nurkowe PADI Scuba Diver są ograniczonymi uprawnieniami, przeznaczonymi dla osób, które chcą zawsze nurkować pod nadzorem divemastera czy instruktora do maksymalnej głębokości 12 metrów. Kurs PADI Scuba Diver jest częścią składową pełnego kursu podstawowego Open Water Diver. Struktura kursu oraz kolejność nauki jest taka sama jak na pełnym kursie podstawowym, ale uczestnicy kursu Scuba Diver biorą udział tylko w następujących jego częściach:
- Zajęcia teoretyczne od 1 do 3
- Zajęcia praktyczne na basenie od 1 do 3
- Nurkowania na wodach otwartych od 1 do 2

Jeżeli osoba posiadająca uprawnienia PADI Scuba Diver, chciałaby uzyskać pełne uprawnienia nurkowe na poziomie Open Water Diver, wystarczy, aby dokończyła ona w dowolnym momencie brakujące segmenty kursu.